# Julsy Boukama-Kaya
Julsy Gitel Hermelin Boukama-Kaya (sinh ngày 5 tháng 2 năm 1993) là một cầu thủ bóng đá người Congo thi đấu cho câu lạc bộ Angola C.R.D. Libolo và đội tuyển quốc gia Congo.

## Danh hiệu
Coton Sport
Vô địch
- Elite One: 2013

Á quân
- Elite One: 2011–2012

C.R.D. Libolo
Vô địch
- Girabola: 2014